# Wólka Osowska
Wólka Osowska – kolonia w Polsce położona w województwie lubelskim, w powiecie lubelskim, w gminie Bychawa.
W latach 1975–1998 miejscowość administracyjnie należała do ówczesnego województwa lubelskiego.

## Historia
W wieku XIX Wólka Osowska stanowiła folwark w powiecie lubelskim, gminie i parafii Bychawa, odległy 21 wiorst od Lublina. Folwark został oddzielony od
dóbr Ossowa, posiadał 180 mórg obszaru.